# 下科拉爾
下科拉爾（西班牙語：Bajo Corral），是巴拿馬的城鎮，位於該國中南部，由洛斯桑托斯省的拉斯塔布斯區負責管轄，面積63.1平方公里，海拔高度830米，2010年人口483，人口密度每平方公里7.7人。